# المسجد الجامع بومباي
المسجد الجامع بومباي هو مسجد يقع في حي كلباديفي بالقرب من سوق كروفورد في منطقة جنوب مومباي في الهند .

## نظره عامه
يمتلك المجتمع المسلم في بومباي 89 مسجدا منها 8 تنتمي إلى البهرة و2 إلى الخوجة واحدة للمغول والباقي للمسلمين السنة , وأبرز هذه المساجد هو المسجد الجامع في شارع الشيخ ميمون ومسجد قديم بالقرب من ضريح الشيخ مختوم فيخ علي في ماهيم ومسجد جاكيريا في ماندفي ومسجد ساتاد بالقرب من محطة بندر ومسجد إسماعيل حبيب في ميمون ودعا ومسجد خوجة عشنا عشرية الذي افتتح عام 1903 والمسجد المغولي على طريق السجن الذي بناه الحاج حسين الشيرازي ومحمد في مسجد البهرة إلى الغرب من المسجد جامع .

## البناء
كان تاريخ الانتهاء من بناء المسجد عام 1217 هـ الموافق 1802 , وهو مشتق من شرونوغرام اخيرات جهاز : «إن سفينة العالم ليأتي» والتي تتضمن إشارة إلى حقيقة أنها ساشيد على الخزان، وفي القرن الثامن عشر الميلادي كان يقع هذا خزان في وسط الحدائق والأراضي المفتوحة وينتمي إلى التداول والتاجر رجل مسلم في غوا، والذي في عام 1778 وافق على تشييد مسجد على الفور، ولذلك أقيم مبنى من طابق واحد فوق الخزان وشكل النواة الأصلية للمسجد الجامع الحالي .

## العمارة
المسجد جامع هو مسجد مربع الزوايا مبني من الطوب والحجر، محاط بحلقة من شرفة مشقوفة، والطوابق والمباني في المسجد مزدوجة، وترك الطابق الأرضي فيه سوق للمحلات التجارية، بوابة المسجد الشرقية تؤدي مباشرة إلى ساحة مفتوحة ومن ثم إلى الخزان القديم الذي بني في عام 1893 , ويحتوي على حوالي عشرة أقدام من المياه الراكدة مليئة بالذهب والفضة والأسماك .
من عمق الخزان ترتفع ستة عشر قوس حجري أسود والذي شيدت في عام 1874 , وهي تدعم النسيج البنائي لكل المسجد، والطابق العلوي الذي شيدته خمسة صفوف من الأعمدة الخشبية، كل منها يحتوي على وعاء للكتب المقدسة، وقد تم بناء الأقواس في خزان في عام 1874 بتكلفة قدرها 75000 روبية، بالإضافة إلى نوافذ كبيرة توجد في الشمال والشرق والجنوب من المسجد شيدت في عام 1898 , ويوجد أيضا مبنى للمدرسة كلفة بنائها 20000 روبية وذلك في عام 1902 .

## إدارة المسجد
وفقا لمخطط مؤطرة من قبل المحكمة العليا في عام 1897 فان من يدير المسجد هو مجلس إدارة المسجد الجامع المكون من أحد عشر عضو ينتخب كل ثلاث سنوات من قبل جماعة مسلمي الكونكانية، في حين يتم تفويض المهام التنفيذية إلى نذير يعينه المجلس، وموظفي المسجد يشمل هم إمام للصلاة وإمام مساعد ومساعد وبانغي وبانغي مساعد واجبهما أن يستجمعوا المصلين للصلاة، ويوجد في المسجد مدرسة دينية اسمها المدرسة المحمدية والتي تقوم يتقديم العلم الديني مجانا للشباب المسلم .